# قرغان
گرگان، شابران (به ترکی آذربایجانی: Qorqan) یک منطقهٔ مسکونی در جمهوری آذربایجان است که در شهرستان شابران واقع شده‌است. گرگان ۵۷۵ نفر جمعیت دارد.